# Elsie Altmann-Loos

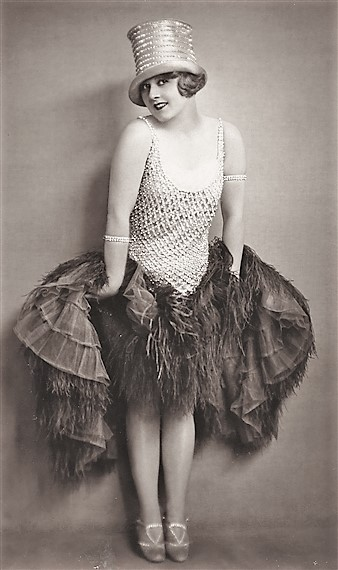
Elsie Altmann-Loos

Elsie Altmann-Loos, geborene Altmann (* 27. Dezember 1899 in Wien, Österreich; † 19. Mai 1984 in Buenos Aires, Argentinien), war eine österreichische Tänzerin, Schauspielerin und Operettensängerin.
Von 1919 bis 1926 war sie die zweite Ehefrau des Architekten Adolf Loos, dessen Biografin und Universalerbin.

## Leben

### Kindheit
Elsie Altmann wurde am 27. Dezember 1899 als Tochter von Adolf (Aron) Altmann in Wien geboren. Das gutbürgerliche Elternhaus ermöglichte ihr die progressive Schwarzwald-Schule zu besuchen, in der unter anderen auch Oskar Kokoschka sowie ihr späterer Gatte Adolf Loos unterrichteten. Seit frühester Jugend tanzte sie, was in dieser Einrichtung besonders gefördert wurde.

### Leben mit Adolf Loos
Den Architekten Adolf Loos lernte Elsie Altmann bereits während ihrer Zeit in der Schwarzwald Schule kennen. Obwohl sie bereits verlobt war, begannen die 17-Jährige und der 30 Jahre ältere, verheiratete Architekt ein Verhältnis. Elsie Altmanns damaliger Verlobter Alexander Grünfeld, mit dem sie von ihrer Mutter bereits als 14-Jährige verlobt worden war, war währenddessen im Krieg. Am 9. Jänner 1918 heiratete sie Grünfeld – trotz des Verhältnisses mit Loos –, verließ ihn aber bereits in der Hochzeitsnacht wieder.
Nach der Scheidung von seiner Frau Lina hielten Standesdünkel Adolf Loos davon ab, Elsie zu heiraten. Erst nachdem sie erste Erfolge auf der Bühne vorweisen konnte, willigte er ein. Gleichzeitig war Elsies Vater gegen die Hochzeit mit Loos. Elsie Altmann konnte aber erfolgreich vor Gericht eine vorzeitige Volljährigkeitserklärung erwirken. So fand die Hochzeit am 4. Juli 1919 statt. Nach kurzer Zeit brachte die Tänzerin mehr Geld nach Hause als der Architekt, sie nahm in Folge auch zahlreiche Engagements im Ausland an. Manchmal begleitete sie ihr Mann auch auf ihren Reisen. Allerdings war das Ehepaar durchgehend nicht besonders vermögend. Trotz seiner Reputation erhielt Loos als durchaus umstrittener Künstler kaum lukrative Aufträge. Gleichzeitig wollte er aber nicht auf Luxus verzichten – ihn zog es immer mehr an die Côte d’Azur. Um diesen aufwendigen Lebensstil aufrechtzuerhalten, musste Elsie Altmann nicht nur immer mehr Engagements annehmen, sondern auch zusätzlich Tanzstunden geben. Unzufrieden mit diesem Lebensstil übernahm sie – sehr zum Missfallen von Loos – eine Soubrettenrolle am Theater an der Wien. Die Eheleute sahen sich kaum mehr: Adolf Loos pflegte einen aufwendigen Lebensstil in Paris, sie lebte in Wien. Es blieb aber an ihr hängen, immer wieder die zahlreichen Gläubiger ihres Mannes auszahlen. Im Wesentlichen finanzierte sie ihren Gatten, der kaum Aufträge erhielt. Das Verhältnis zwischen den beiden verschlechterte sich immer mehr, Elsie wurde von ihrem Mann immer mehr kritisiert, er finde sie nicht mehr so attraktiv wie früher. Gleichzeitig trank er immer mehr Alkohol und trieb er sich in Bordellen und der Rotlichtszene herum. Sein Vorschlag, Elsie die Beine von einem Chirurgen brechen zu lassen, um diese zu verlängern, empörte sie besonders. Ein Vertrag mit dem Shubert Theatre in New York bot für sie die Gelegenheit, sich aus der erdrückenden Situation zu befreien. Am Weg nach New York ließ sie die Trennung durch ihren Anwalt durchführen, und nach ihrer Rückkehr nach Europa betrat sie die Wohnung Loos’ nicht mehr.
Loos heiratete im Juli 1929 ein drittes Mal, die junge Claire Beck (1904–1942). Diese Ehe wurde 1932 geschieden. Von Prag aus, wohin Claire mit ihrer Mutter 1936 zog, wurden beide zu Beginn des Zweiten Weltkriegs nach Theresienstadt verschleppt, später nach Riga deportiert und dort ermordet. Nach dem Ende des Zweiten Weltkrieges wurde Elsie Altmann-Loos' Nachlassverwalterin und damit in jahrzehntelange Auseinandersetzungen mit der Republik Österreich beziehungsweise der Wiener Albertina verwickelt.
In ihren Memoiren „Mein Leben mit Adolf Loos“, die 1984 erstmals unzensiert veröffentlicht wurden, beschreibt sie das gemeinsame Leben ausführlich und ungeschönt.

### Karriere als Tänzerin und Operettendarstellerin
Als 16-Jährige debütierte Elsie Altmann im Rahmen einer Aufführung in der Schwarzwald-Schule gemeinsam mit dem damals 15-Jährigen späteren Pianisten Rudolf Serkin. Ihren ersten öffentlichen Tanzabend gab sie im Mai 1919.

„Das Neue 8-Uhr-Blatt schrieb: "Beim gestrigen Tanzabend der jungen Elsie Altmann lernte man eine ganz entzückende, musikalische, vor allem aber äußerst aparte Künstlerin kennen, die endlich davon überzeugte, daß Tanz doch die vollendetste Grazie bedeute, wenn er von solcher Anmut und solchem Frohsinn geschaffen wird. Die ‚Burletta‘ von Reger: Entzücken, musikgewordenes Leben, Grazie; die ‚Musenpolka‘ von Johann Strauß Vater: Charme, Jugend, Lachen, alle Tänze ein unsägliches Loblied auf die Fröhlichkeit und Lieblichkeit. Stürmisch wurden diese beiden Tänze und ein ungarischer Tanz von Brahms zur Wiederholung verlangt, aber am liebsten hätte man sich jedes Stück noch einmal, immer wieder vortanzen lassen. (…)“

Ein Jahr später schrieb ihr der Feuilleton bereits eine besondere Stellung zu. Sie tanze mit Augen und Mund. Besonders hervorgehoben wird ihre kindliche Art. Die Spuren ihrer Ballettausbildung seien sehr gering, sie mache keine besonderen Kunststücke und übe trotzdem einen „fakirhaften Zauber“ aufs Publikum aus. Im Vorfeld ihres ersten Auftritts habe man gefürchtet, ihr Tanz sei Kleinkunst – die Folge war ein großer Triumph.
Wie Elsie Altmann im „Neuen Wiener Journal“ 1924 berichtete, verlief der Beginn ihrer Karriere zu ihrer vollsten Zufriedenheit. Sie sei von ihrer Kunst überzeugt, verdiene Geld damit und sei viel auf Reisen gewesen. Einen persönlichen Einschnitt bildete für sie jedoch der Auftritt der Mistinguett mit dem Chanson „J'ai fait ça en douce“ in einer Revue im Casino de Paris, den sie im Zuge eines Pariser Gastspieles erleben durfte. 

„Die Tatsache, dass sie sich von allen Tänzerinnen kopiert vorkam gab sie als einen Grund für ihre künstlerische Neuorientierung an: „Die Tänzerinnen, die kurz zuvor noch alle so gut vom selig-schmerzlichen Lächeln der Grete Wiesenthal gelebt hatten, begannen plötzlich das Mäulchen zu spitzen und die Augen nach meinem Rezept herumzuwerfen. Mir begann bereits vor mir selber zu grausen.““

 Das gehetzte Leben zwischen Auftritten und Unterrichtsstunden, die sie gab, führten im Mai 1923 schließlich zu dem Entschluss, bei Professor Wolf in der Postgasse Gesangsstunden zu nehmen. Nach sechsmonatiger Lehrzeit gelang es ihr, ein Engagement am Theater an der Wien zu bekommen. Direktor Hubert Marischka und Emmerich Kálmán bewiesen Mut und besetzten die Anfängerin in ihrer neuen Operettenproduktion Gräfin Mariza. Elisie Altmann debütierte in der Soubrettenrolle bei der Uraufführung am 28. Februar 1924 und erhielt einen Zweijahresvertrag. Sie war in dieser Zeit auch als Feuilletonistin tätig. Ende 1926 unterzeichnete sie einen Vertrag für eine Tanzabend-Serie in New York am Shubert Theatre. 1926/27 wurde sie auch fürs Stadttheater Wien engagiert, 1928/29 wieder am Theater an der Wien. 1933 war sie in Argentinien mit einer eigenen Tanzgruppe unterwegs.

### Exil
Nach ihrem Engagement in Südamerika 1933 kehrte Elsie Altmann nicht nach Europa zurück. Aufgrund ihrer jüdischen Herkunft blieb sie in Argentinien. Nach dem Tod Adolf Loos’ im selben Jahr wurde sie als Universalerbin eingesetzt. Aufgrund der Ereignisse in Deutschland wurde ein Verwalter bestellt, der den Nachlass des Architekten unter Wert veräußerte. Nach Kriegsende versuchte sie erfolglos, ihre Rechte gegenüber der Republik Österreich geltend zu machen. Elsie Altmann heiratete ein weiteres Mal (sie trug später den Namen Elsie Altmann-Loos de Gonzales Varona).
In Argentinien war sie als Übersetzerin tätig und schrieb 1964/65 ihre Memoiren, die im Jahr 1968 in einer zensierten Form unter dem Titel „Adolf Loos, der Mensch“ und erst 1984 unzensiert als „Mein Leben mit Adolf Loos“ herausgegeben wurden. Im selben Jahr erschien auch das Kochbuch „Felix Austria. Un libro de cocina. Recetas y relatos de la Viena Imperial“.
1980 erhielt Elsie Altmann-Loos das Große Ehrenzeichen für die Verdienste um die Republik Österreich. Bis zu ihrem Ableben kam es zu keiner Einigung um den Loos-Nachlass. Am 19. Mai 1984 starb sie in Buenos Aires.

## Werke
- Adolf Loos, der Mensch. Herold, Wien 1968 DNB 454568320.
- Erweiterte Neuauflage unter dem Titel: Mein Leben mit Adolf Loos. Mit einem Nachwort von Adolf Opel. Amalthea, Wien 1984, ISBN 3-85002-193-9; Ullstein, Berlin / Frankfurt am Main 1986, ISBN 3-548-27542-7.
- Felix Austria. Un libro de cocina. Editorial Mairena, Buenos Aires 1984, ISBN 950-9433-02-0.